# Melittia cucurbitae
Melittia cucurbitae is een vlinder uit de familie wespvlinders (Sesiidae), onderfamilie Sesiinae.
Melittia cucurbitae is voor het eerst wetenschappelijk beschreven door Harris in 1828. De soort komt voor in het Nearctisch gebied en het Neotropisch gebied.